# Николай Колев (журналист)
Вижте пояснителната страница за други личности с името Николай Колев.
Николай Колев е български журналист, телевизионен водещ на предаването „Делници“ по телевизия Евроком. Автор на около 100 документални филма и интервюта. През 2020 г. получава званието почетен гражданин на Дряново.

## Биография
Николай Колев е роден  през 1949 г. в град Дряново, Народна република България.
От 1970 г. Николай Колев работи в радиото и телевизията, първо в Радиоцентър Велико Търново, а от 1974 г. в Българската телевизия като репортер, кореспондент за окръг Габрово и окръг Велико Търново, впоследствие говорител на телевизионната програма и "По света и у нас", както и съводещ на "Мелодия на годината" заедно с Инна Симеонова. През 1993 г. Колев започва работа в първото частно ефирно радио във Велико Търново, а по-късно и в студиото на „Евроком“ във Велико Търново. Бил е водещ на сутрешния блок в телевизия 7 дни ТВ. От 2013 г. е водещ на предаването „Делници“ на телевизия Евроком.
По време на есенния панаир в град Дряново през месец октомври 2020 г. е награден със званието почетен гражданин на Дряново. Присъдено за изключителните му постижения в областта на културата, медиите, телевизията, утвърдил с дейността си престижа на община Дряново в страната и в чужбина.